# Labruyère (Oise)
Labruyère é uma comuna francesa na região administrativa de Altos da França, no departamento de Oise. Estende-se por uma área de 2,41 km². Em 2010 a comuna tinha 709 habitantes (densidade: 294,2 hab./km²).